# فرانك كوران
فرانك كوران (بالإنجليزية: Frank Curran)‏ هو لاعب دوري الرغبي أسترالي، ولد في 1908، وتوفي في 1985 في Ballina, New South Wales ‏ في أستراليا.